# Festuca valida
Festuca valida är en gräsart som först beskrevs av Rudolf Karl Carl Friedrich von Uechtritz, och fick sitt nu gällande namn av Antal Pénzes. Festuca valida ingår i släktet svinglar, och familjen gräs. Inga underarter finns listade i Catalogue of Life.